# رحمت أباد (لنجان)
رحمت أباد هي قرية في مقاطعة لنجان، إيران. عدد سكان هذه القرية هو 641 في سنة 2006.